# ヘイズ川
ヘイズ川（ヘイズがわ）はカナダのマニトバ州を流れる川。モルソン湖が水源でハドソン湾へ注ぐ。全長483 km。

## 流路
ヘイズ川の水源はウィニペグ湖北端から北東に約90㎞のモルソン湖である。モルソン湖からは北、北東へと流れ、約16㎞北東のロビンソン湖へ至る。ロビンソン湖手前でエチマミシュ川が西から合流する。この川はネルソン川と繋がっている。
ロビンソン湖からはローガン湖、オピミネゴカ湖と通過。オピミネゴカ湖ではローフォード川が合流する。ウィンディ湖を通過した後、モスソン湖の水源から北東約80㎞でオックスフォード湖へ注ぐ。
ファースト・ネーションのコミュニティ、オックスフォードハウスの場所でオックスフォード湖を出ると南東へ向かいニー湖に至る。
ニー湖を出るとスワンピー湖を通過し、ハイヒル川が合流。北東へ流れ、左岸支流フォックス川、右岸支流ゴッズ川をあわせてハドソン湾へ注ぐ。すぐ北にはネルソン川、南には Machichi川の河口がある。

## ヘイズ川水系の川、湖
下流より記載　＊印は川の途中にある湖
- ゴッズ川
  - レッドサッカー川
    - マンコスカパカヤック川

  - ゴッズ湖
    - Wesachewan川
      - バーミライア湖
        - タッチウッド湖
          - ミンク川
            - Aswapiswanan湖
              - ボルトン川

    - Kanuchuan川
      - ビーバーヒル湖
        - グース湖
          - アイランドレイク川
            - アイランド湖
- フォックス川
- スワンピー湖　＊
- ニー湖　＊
- オックスフォード湖　＊
- ウィンディ湖　＊
- オピミネゴカ湖　＊
  - ローフォード川
- ローガン湖　＊
- ロビンソン湖　＊
- エチマミシュ川
  - ネルソン川へ接続
- モルソン湖